# Jesper Swedberg
Jesper Swedberg, švedski luteranski škof, * 28. avgust 1653, † 26. julij 1735.